# Lage der Nation (Podcast)

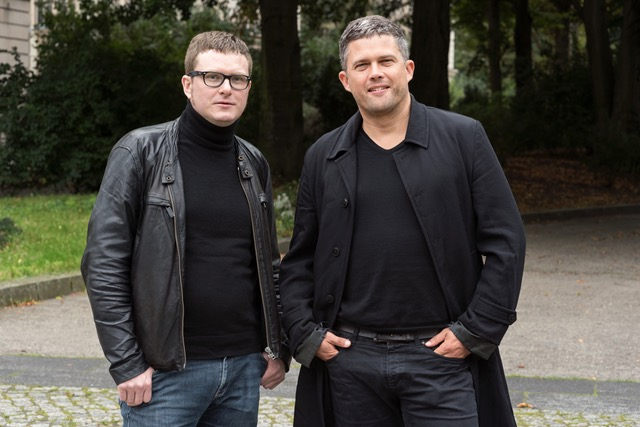
Die Moderatoren Ulf Buermeyer und Philip Banse (2021)

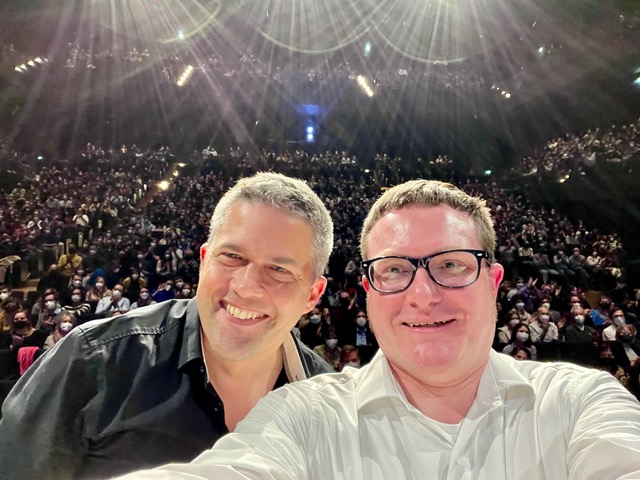
Lage Live in München (2022)

Lage der Nation ist ein deutschsprachiger Podcast über das tagespolitische Geschehen, der von Philip Banse und Ulf Buermeyer moderiert wird. Seit dem 13. März 2016 erscheint wöchentlich eine neue Ausgabe.

## Konzept
Der Podcast besteht aus einem Dialog zwischen dem Journalisten Philip Banse sowie dem Bürgerrechtler und ehemaligen Richter Ulf Buermeyer. Er war bis 2019 Mitglied in der SPD, hat seine Mitgliedschaft dann aber unter anderem mit Verweis darauf beendet, dass die Mitgliedschaft in einer politischen Partei seiner journalistischen Arbeit nicht zuträglich sei. Das Gespräch, in dem sie überwiegend tagespolitische Ereignisse der vergangenen Woche aufarbeiten, zeichnet sich durch eine häufig wiederkehrende Struktur aus: Regelmäßig werden die Themen zuerst hinsichtlich der gegenwärtig vorliegenden Fakten auf der Basis von Primärquellen und Zeitungsartikeln beleuchtet und daraufhin von den Moderatoren persönlich kommentiert. Konzeptionell stehen sie dabei der Idee des konstruktiven Journalismus nahe.
Mitte 2020 wurde das Diskussionsforum „Talk der Nation“ ins Leben gerufen. Es dient in erster Linie für den Austausch von Meinungen innerhalb der engagierten Hörerschaft. Es ist ein moderiertes Forum, in dem die Beiträge von aktuell vier Moderatoren genehmigt oder auch – ohne Begründung – abgelehnt werden können. Gelegentlich werden die Diskussionen auch im Podcast aufgegriffen.
Interviews mit Fachleuten oder Politikern finden entweder als Kapitel innerhalb einer regulären Folge statt oder als Spezialfolge, die sich nur dem Interview widmet. In diesen Interviews wurden auch hochrangige Politiker, wie Bundesminister oder Kanzlerkandidatinnen, befragt.
Im Sommer, meist im Zeitraum zwischen Juni und September, werden im Gegensatz zum restlichen Jahr keine wöchentlich aktuellen Folgen veröffentlicht. Die Autoren bezeichnen diese Zeit als Sommerpause. In dieser Zeit erscheinen nahezu wöchentlich voraufgezeichnete Sonderfolgen, meist Interviews. 
Zu den Themen Digitalisierung in Behörden, Windkraftausbau in Deutschland und Infrastruktur gab es jeweils eine eigene recherchierte zweiteilige Sonderfolge.

## Produktion
Das Format ist kostenlos abrufbar und finanziert sich mittels Werbung, Spenden, den Live-Auftritten und dem Abonnementangebot Lage plus. Dieses bietet Zugang zu einer werbefreien Version sowie einer um rund die Hälfte gekürzten Fassung (Lage Kompakt).
Nach eigenen Angaben (Stand 2024) wird der Podcast 1,5 Millionen Mal pro Monat heruntergeladen. 750.000 Menschen hören die Lage mindestens einmal pro Monat.
Neue Folgen erscheinen wöchentlich zu einem nicht festgelegten Zeitpunkt vor dem Wochenende. Die Aufzeichnung erfolgt meist donnerstags. Gelegentlich wird der Podcast vor Publikum als sogenannte Lage live produziert.
Der Werbevermarkter der ARD (AS&S Radio) hat im September 2017 bekannt gegeben, dass die Lage der Nation künftig von ihnen vermarktet werde. Der Blogger Thomas Knüwer gelangte im September 2018 zu der Einschätzung, die damit möglichen Einnahmen lägen maximal „zwischen 15.750 und 22.500 Euro“ je Sendung. Hinzu komme der Ticketverkauf bei Live-Auftritten.
Das Team der Lage der Nation besteht aus elf Personen, wobei nicht alle Mitarbeiterinnen in Vollzeit für die Lage der Nation arbeiten. Das Team bearbeitet unterschiedliche Tätigkeiten wie die Unterstützung in der Recherche, jedoch werden auch Finanzen und Werbung vom Team betreut. Außerdem werden die Social-Media-Kanäle mit eigenen Inhalten bespielt, die sich jedoch thematisch an den aktuellen Folgen orientieren.

## Rezeption und Auszeichnungen
In ihrer Rezension aus dem Jahr 2017 für die Sendung Breitband im Deutschlandfunk Kultur sagte Meike Laaff, der Podcast sei aufgrund der Expertise der Moderatoren dann „richtig gut […], wenn es um Digitales, Juristisches und Bürgerrechte geht“. Außerhalb dieser Themenfelder verliere der Podcast jedoch „schnell […] an analytischer Tiefe“; als Beispiele nannte sie Umweltpolitik und „bestimmte außenpolitische Fragen“.
Die iTunes-Redaktion prämierte die Lage der Nation als „Bester Polit-Podcast 2016“.
Am 29. Januar 2018 wurde die Lage der Nation bei dem Wettbewerb „Die Goldenen Blogger“ aufgrund einer Online-Abstimmung als „Bester Podcast des Jahres“ 2017 ausgezeichnet. Die Computerzeitschrift c’t bezeichnete Lage der Nation im Februar 2018 als „Shooting Star in der deutschen Podcast-Landschaft“.
Am 7. März 2019 waren Buermeyer und Banse zu Gast im Neo Magazin Royale.
Im Juni 2024 wurde die Lage der Nation in zwei Kategorien („Beste journalistische Leistung“ und „Beste Information“) für den Deutschen Podcastpreis nominiert und gewann letztere Kategorie in der Publikumsabstimmung.

## Buch
Im September 2023 veröffentlichten die beiden Moderatoren unter Mithilfe ihrer Mitarbeiterin Maren Fußwinkel das Buch Baustellen der Nation – Was wir jetzt in Deutschland ändern müssen, in dem sie die für sie relevantesten Probleme der Bundesrepublik Deutschland sowie jeweils passende Lösungsansätze beschreiben. Die Themen Infrastruktur, Digitalisierung, Bahn, Demokratie, Energiewende, Bildung, Rente und Föderalismus werden je in einem Kapitel behandelt.